# Acrisure Stadium
L'Acrisure Stadium (précédemment dénommé Heinz Field ou Steelers Stadium pendant sa construction), est un stade de football américain situé au bord de l'Allegheny River en face du centre des affaires de Pittsburgh, en Pennsylvanie.
Il est surnommé The Big Ketchup Bottle ou The Mustard Palace.
Le stade est principalement utilisé pour les matchs de football américain mais on y organise parfois des concerts et des matchs de soccer.
Depuis 2001, il est le théâtre des matchs à domicile de l'équipe des Steelers de Pittsburgh jouant dans la division nord de l'American Football Conference en National Football League (NFL) ainsi que ceux des Panthers de l'université de Pittsburgh jouant en NCAA Division I FBS.

## Histoire
Les Steelers de Pittsburgh jouent actuellement dans l'Acrisure Stadium.
Comme beaucoup d'autres franchises dans les années 1990, les Steelers reçoivent des fonds public pour construire un nouveau stade. Ils avaient joué pendant plus de trois décennies au Three Rivers Stadium en compagnie des Pirates de Pittsburgh évoluant en Ligue majeure de baseball (MLB). Ce vieux stade est démoli en 2001 alors que la construction du Steelers Stadium commence le 18 juin 1999 soit la même année que le PNC Park, le nouveau stade des Pirates de Pittsburgh.
Les deux stades sont construits sur les bords de l'Allegheny River. Après les travaux, un partenariat de 57 millions de $ portant sur 20 ans est conclu avec société Heinz et le stade est renommé Heinz Field. Les droits du nom du stade ayant été repris ensuite par la société d'assurance Acrisure (en), le stade change à nouveau de nom le 11 juillet 2022 et devient l'Acrisure Stadium.
L'édifice inauguré le 25 août 2001 a coûté 281 millions d'US$. Les Steelers de Pittsburgh y font leurs débuts le 7 octobre 2001.
L'Acrisure Stadium a une superficie de 50 000 mètres carrés. L'enceinte a la forme d'un fer à cheval et son extrémité sud est ouverte. Sa capacité est de 68 400 places avec 7 300 sièges de club et 129 suites de luxe (1 544 places dans les suites). Derrière les sièges de la tribune sud se trouve un gigantesque tableau d'affichage. En raison de sa forme en U (fer à cheval), les spectateurs assistant aux matches peuvent apercevoir les gratte-ciels situés au centre de Pittsburgh.
L'Acrisure Stadium a accueilli par deux fois la finale de conférence AFC :
- le 27 janvier 2002 devant 64 704 spectateurs ;
- le 23 janvier 2005 devant 65 242 spectateurs (défaite des Steelers 27 à 41-27 face aux Patriots de la Nouvelle-Angleterre).

Le 1er janvier 2011, l'Acrisure Stadium accueille le match 2011 joué en plein air de la NHL (Classique hivernale de la LNH 2011) remporté 3 à 1 par les Capitals de Washington sur les Penguins de Pittsburgh.

## Coca-Cola Great Hall
Le Coca-Cola Great Hall est situé sur les deux premiers étages de l'Acrisure Stadium à proximité de l'entrée est du stade. Il est un des deux musées consacrés sur l'histoire des Panthers de Pittsburgh et des Steelers de Pittsburgh, le deuxième étant situé au Heinz Regional History Center dans le Strip District.

## Quelques événements
- En football américain :
  - Finales des championnats lycéens de la Western Pennsylvania Interscholastic Athletic League (WPIAL) - depuis 2001 ;
  - Finale de conférence AFC - les 27 janvier 2002 et 23 janvier 2005 ;
  - Match de rivalité en NCAA entre les Panthers de Pittsburgh et les Mountaineers de la Virginie-Occidentale dénommé Backyard Brawl - en 2002, 2004, 2006, 2008, 2010 et 2022 ;
- Matchs en plein air de la Ligue Nationale de Hockey (NHL) - en 2011 et 2017 ;
- Concert de Guns N' Roses (Not in This Lifetime... Tour) - le 12 juillet 2016 ;
- Concert des Rolling Stones (No Filter Tour) - le 4 octobre 2021.
- Concerts de Taylor Swift (The Eras Tour) - 16 et 17 juin 2023.

## Galerie

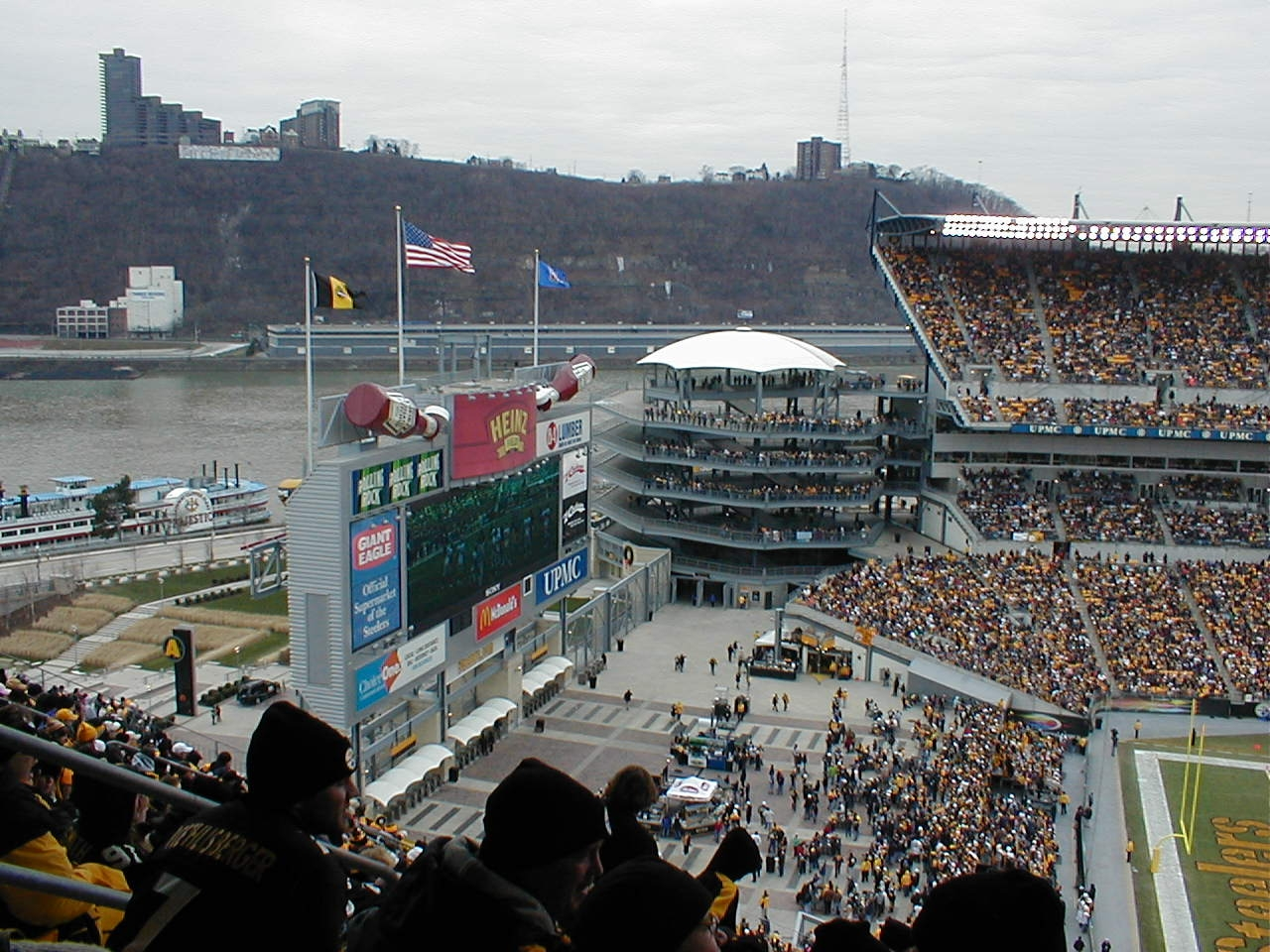
Le tableau d'affichage.
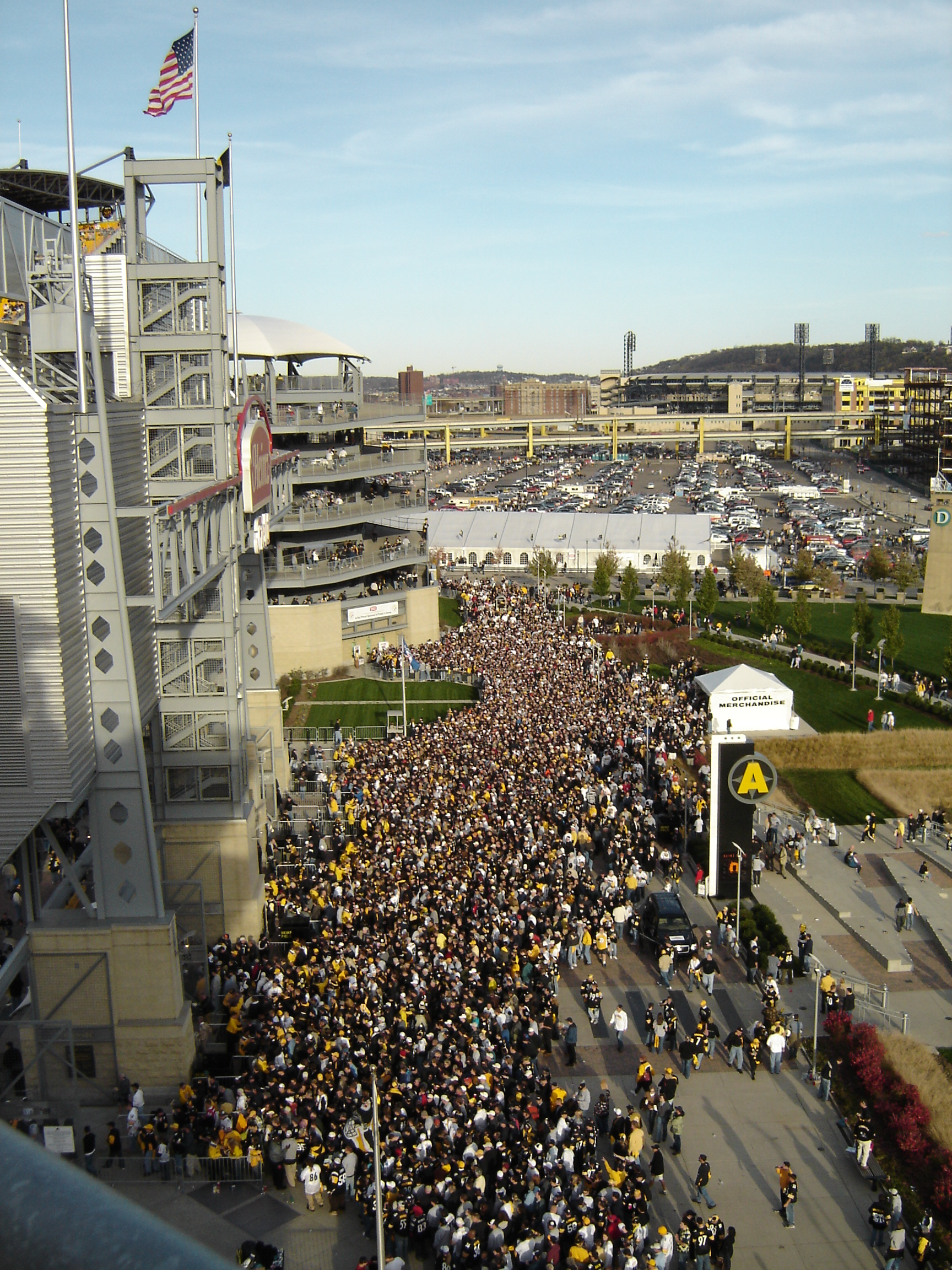
Foule près du stade.
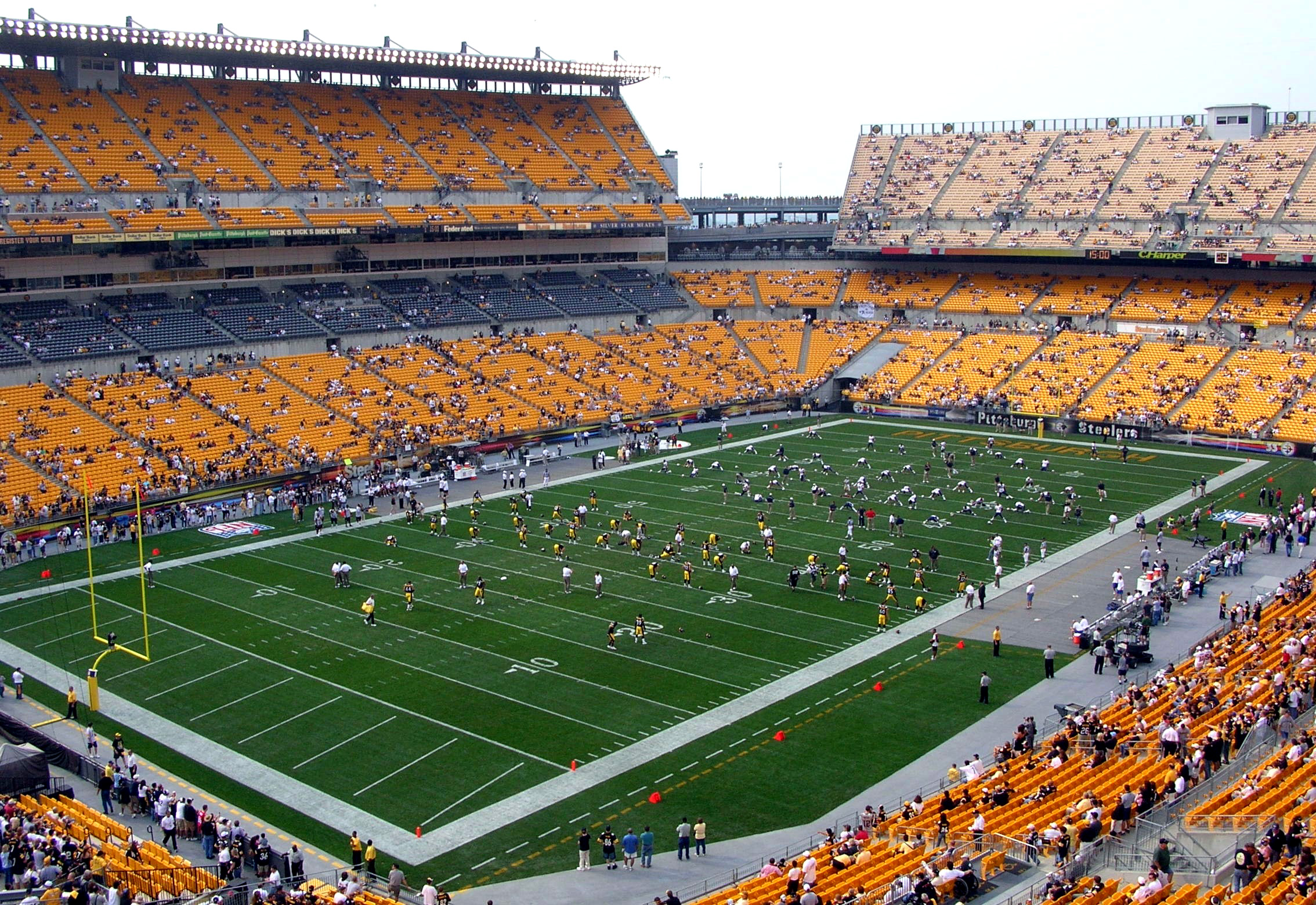
Échauffement d'avant match.
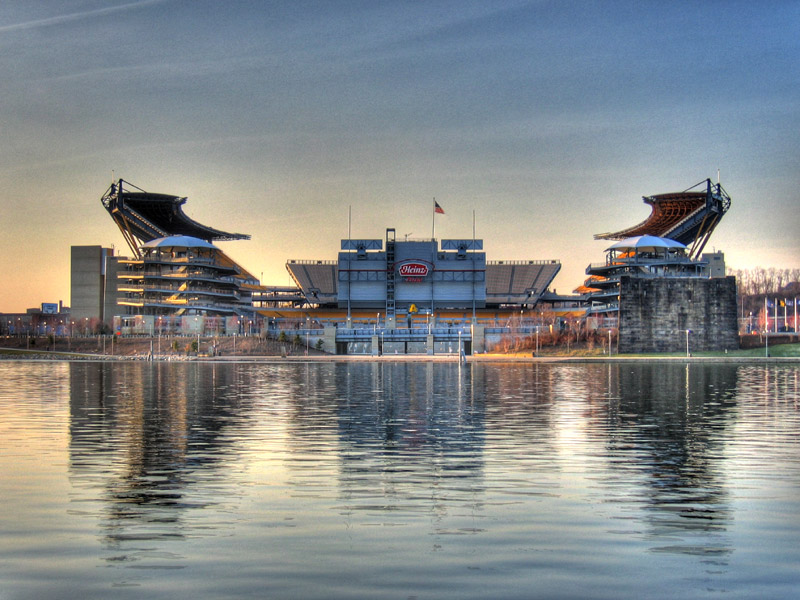
Vue du fleuve.
Logo de l'Heinz Field.

## Anecdotes
Dans le film The Dark Knight Rises, le stade est celui de la ville de Gotham City et il est détruit par Bane.